# Amplicephalus albivenosus
Amplicephalus albivenosus är en insektsart som beskrevs av Henry Fairfield Osborn 1926. Amplicephalus albivenosus ingår i släktet Amplicephalus och familjen dvärgstritar. Inga underarter finns listade i Catalogue of Life.